# Kamnina
Kamnína (tudi kamenína) je trden naraven skupek mineralov in/ali mineraloidov.
Iz kamnine je sestavljen Zemljin zunanji trdni sloj – litosfera. Kamnine se po načinu nastanka razvrščajo v tri skupine: magmatske, sedimentne in metamorfne kamnine.  Znanost, ki preučuje kamnine, se imenuje petrologija, ki je ključna veja geologije. 

## Razvrščanje kamnin
Kamnine se najpogosteje razvrščajo po mineralni in kemijski sestavi, velikosti in teksturi delcev sestavin in procesih, v katerih so nastale. Pretvarjanje ene vrste kamnin v drugo je opisano z geološkim modelom, ki se imenuje kamninski krog. 

### Magmatske kamnine
Magmatske kamnine nastajajo z ohlajanjem staljene magme in se delijo v dve glavni kategoriji: globočnine in predornine. Globočnine ali intruzivne kamnine nastajajo s počasnim ohlajanjem magme v Zemljini skorji. Takšni kamnini sta na primer gabro in granit. Predornine ali esktruzivne kamnine nastajajo iz magme, ki prodre na Zemljino površino kot lava ali kot drobir, ki ga izbruha ognjenik. Takšni kamnini sta na primer bazalt in plovec.

### Sedimentne kamnine
Sedimentne kamnine ali usedline nastajajo z odlaganjem mehanskih (klastičnih) sedimentov, organskih snovi ali kemijskih oborin (evaporitov). Odlaganju sledita kompakcija in cementiranje: kamnina se zaradi lastne teže zgosti, cementno vezivo pa zapolni prostore med delci in jih poveže. Sedimentne kamnine nastajajo na Zemljini površini ali tik pod njo. Kamnine, ki so nastale iz gline in mulja  (glinovec, lapor in muljevec), predstavljajo 65%, peščenjak 20-25%, karbonati (apnenec, kreda in dolomit) pa 10-15% sedimentnih kamnin.

### Metamorfne kamnine
Metamorfne kamnine ali preoblikovane kamnine nastajajo iz vseh omenjenih vrst kamnin, pa tudi iz starih metamorfnih kamnin pod vplivom temperature in tlaka, ki se razlikujeta od tistih, pri katerih so nastale izvirne kamnine. Temperatura in tlak sta vedno višja od tistih na Zemljini površini in morata biti dovolj velika, da pride do pretvorbe izvirnih mineralov v druge minerale ali pretvorbe ene kristalne strukture minerala v drugo kristalno strukturo (prekristalizacija).
Trije glavni razredi kamnin se še naprej delijo v številne skupine in podskupine, med katerimi pogosto ni ostro začrtanih meja. Naraščanje oziroma padanje deležev mineralov, iz katerih so kamnine zgrajene, je pogosto zvezno. Poimenovanje kamnin v takšnih zveznih nizih ustreza izbrani točki oziroma sestavi in je bolj ali manj arbitrarno.

### Meteoriti
Poseben primer kamnin so meteoriti, ki prihajajo iz vesolja in so ostanki prvobitnih gradiv sončnega sistema. Vsebujejo veliko mineralov, ki jih v kamninah zemeljskega izvora ni mogoče najti. Po vsebnosti mineralov se delijo na kamnite meteorite, ki predstavljajo 94% vseh meteoritov in vsebujejo predvsem piroksenske, olivinske in plagioklazne minerale, in kovinske meteorite, ki so zgrajeni predvsem iz železovih in nikljevih mineralov kamacita (α-(Fe,Ni)) in tenita (γ-(Fe,Ni)), in mešane kamninsko-kovinske meteorite, ki vsebujejo obe vrsti gradiv. Velikost meteoritov je zelo različna: mikrometeoriti imajo premer do nekaj milimetrov, veliki meteoriti pa lahko tehtajo tudi več ton. Na Švedskem so odkrili nekaj sto milijonov let stare fosilne meteorite. 
Tektiti so kakšen centimeter velike steklene tvorbe, ki so zemeljskega izvora, vendar so nastale pri padcu meteoritov zaradi taljenja zemeljskih kamnin in hitrega ohlajanja na zraku. Pod vplivom visokega tlaka in temperature pri padcu meteorita so nastali tudi impaktiti, na primer sueviti, ki so nastali okoli meteoritskega kraterja s sintranjem raztaljenih in neraztaljenih delcev obstoječe zemeljske kamnine. 

## Uporaba
Uporaba kamnin je vir prvih oblik orodja in tako ključna izraba kulturnega in tehnološkega razvoja človeštva. Kamnine so uporabi človečnjakov in primatov že vsaj 2,5 milijon let. Obdelava in rudarjenje kamnin je vodilo do tehnologij in kovin, ki so vodile k vedno bolj dodelanem orodju.

### Kamen kot orodje, umeten kamen
Človeške roke so preoblikovale kamen, da bi ustrezal opravilom. Sprva iskanje specifičnih lastnosti kamna se je kasneje spremenilo v obdelavo. Kasneje so ta orodja zamenjali materiali z brona, bakra. Poleg same obdelave pa so pričeli kamnino uporabljati za izdelavo večjih gmot, oblikovanih po želji človeka. Beton je prva človeška obdelava kamna v gradbeni material poljubne oblike. Tako se šteje za orodje obdelava epoksi granita. Nekaj časa se je izdelovala glina pomešana z kremenom in dvakrat prežgana kot keramika z lastnostmi kamna.

### Gradnja
Skale imajo zelo različne lastnosti. Lehnjak lahko spremenimo v droben pesek z trenjem, medtem ko so kosi Kamene strele po lastnostih zelo blizu jekla. Vseeno se lehnjak in tudi večje skale uporablja pri gradnji. Kamnolom je tudi več kot 3000 pr.št. izdeloval material za hiše, utrdbe in mostove. 

### Rudarstvo
Rudarjenje je pridobivanje vrednih mineralov in drugih koristnih geoloških materialov iz zemlje, rude, rudarske žile. Postopek se prične z odvzemom grobega materiala, analize in iskanja pravih rudnin (železo, uran, kovine, premog, diamanti, naftna nahajališča, neki kamni, zemeljski plin, kamena sol).
Rudarjenje ima sedaj ugotovljene mnoge negativne stranske učinke in je tako z zakonodajo bolj določno predpisano.